# Sant Ramon d'Artesa de Lleida
Sant Ramon d'Artesa de Lleida és una capella barroca d'Artesa de Lleida (Segrià) protegida com a Bé Cultural d'Interès Local.

## Descripció
És una capella cilíndrica aïllada, tocant a la creu de terme. La llinda de l'entrada recorda la dedicació a Sant Ramon Nonat. Construcció de gran pulcritud amb sostre de volta d'obra. És una construcció de 79 m2 amb macla de dos cercles que es tallen.

## Història
L'any 1977 s'arranjà i es repintà, sota la tutela d'en Marià Gomà, arquitecte.